# Petén megye
Petén Guatemala legnagyobb területű megyéje, egymaga kiteszi az egész ország csaknem egyharmadát. Az ország északi részén terül el. Székhelye Flores.

## Földrajz
Az ország északi részén elterülő, főként síkságokból és alacsony dombságokból álló megye délkeleten Izabal, délen Alta Verapaz megyével, keleten Belize-szel, északon és nyugaton pedig Mexikóval (Chiapas, Tabasco, Campeche és Quintana Roo államokkal) határos.

## Népesség
Ahogy egész Guatemalában, a népesség növekedése Petén megyében is gyors, sőt, még az országos átlagnál is sokkal gyorsabb. A változásokat szemlélteti az alábbi táblázat:
| Év             | Lakosság |
| -------------- | -------- |
| 1981           | 131 927  |
| 1994           | 224 884  |
| 2002           | 366 735  |
| 2014 (becsült) | 711 585  |

### Nyelvek
2011-ben a lakosság 24,6%-a beszélte a kekcsi, 0,5%-a a kicse, 2,2%-a a mam és 0,5%-a a kakcsikel nyelvet.

## Képek

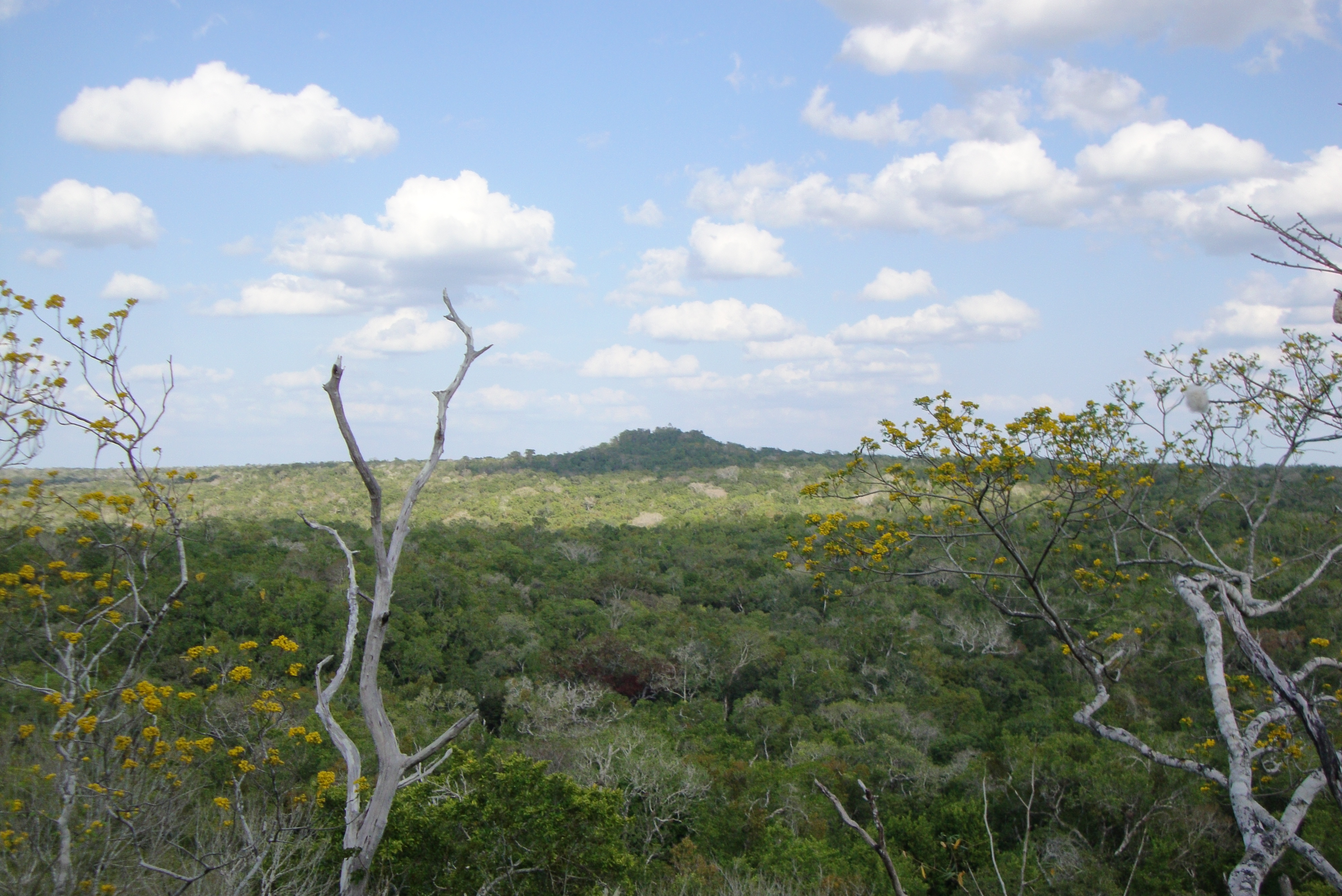
Tájkép El Mirador romvárosnál
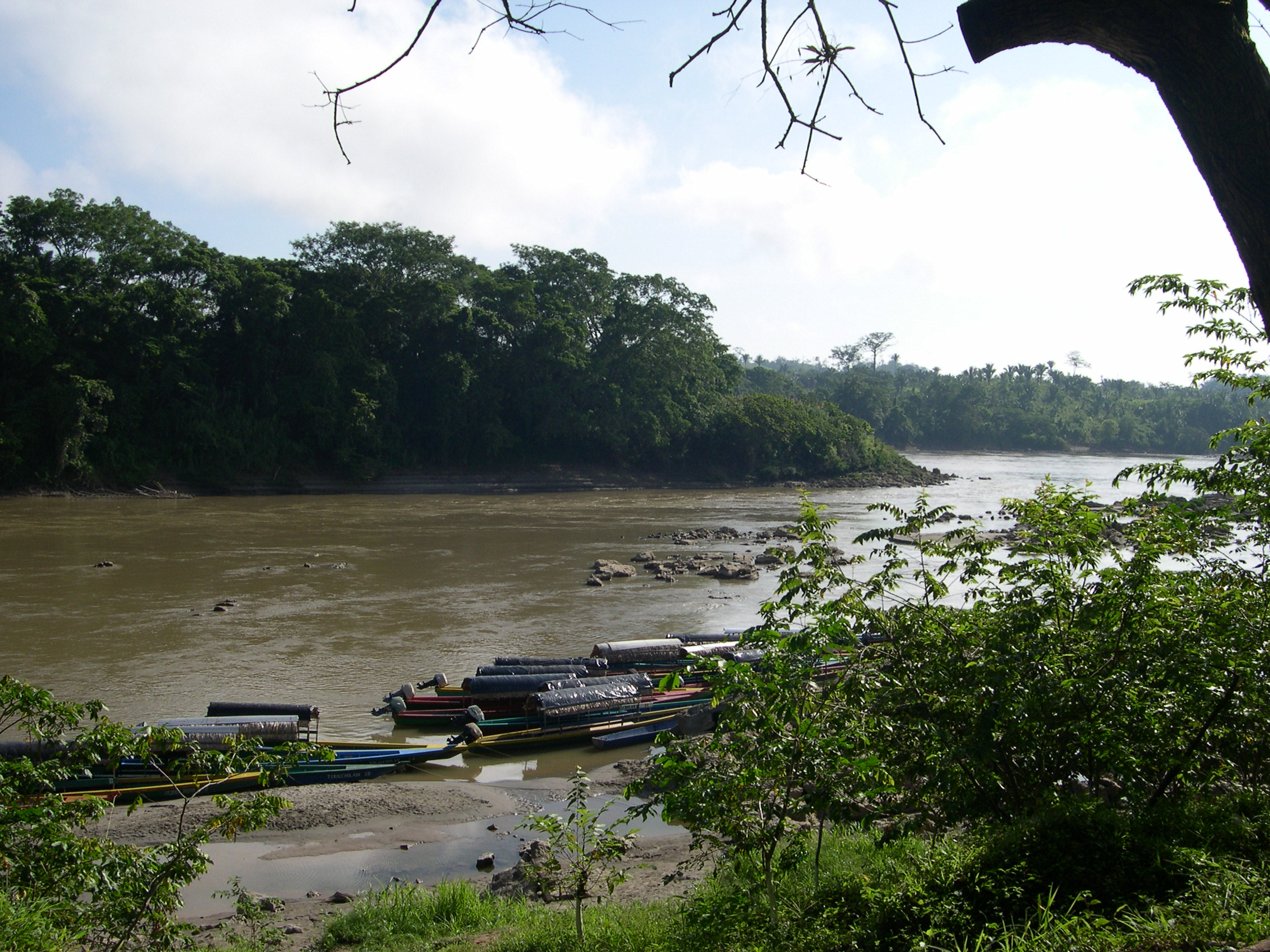
Az Usumacinta folyó Mexikó (előtérben) és Guatemala (a túlparton) határán
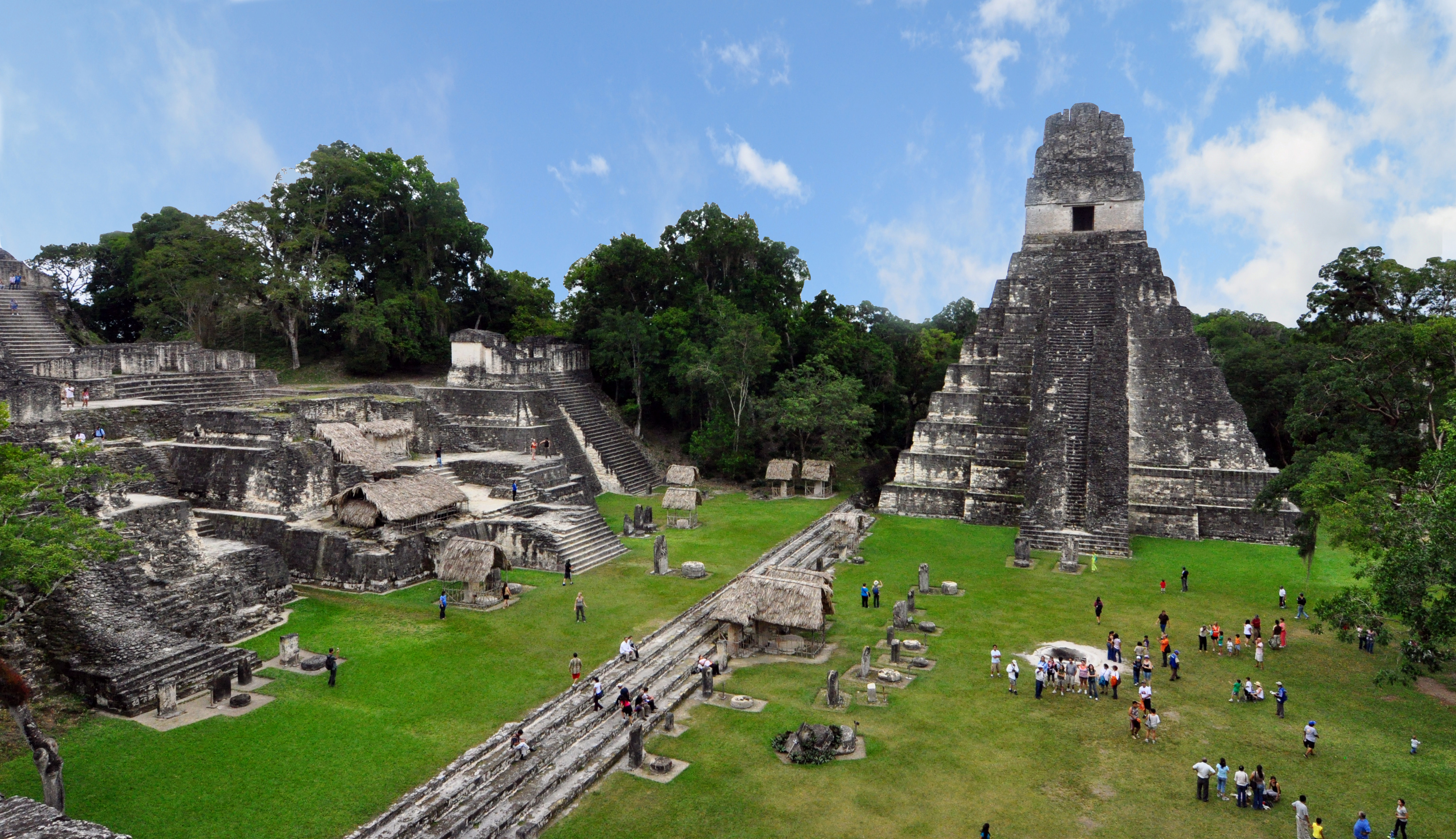
Tikal
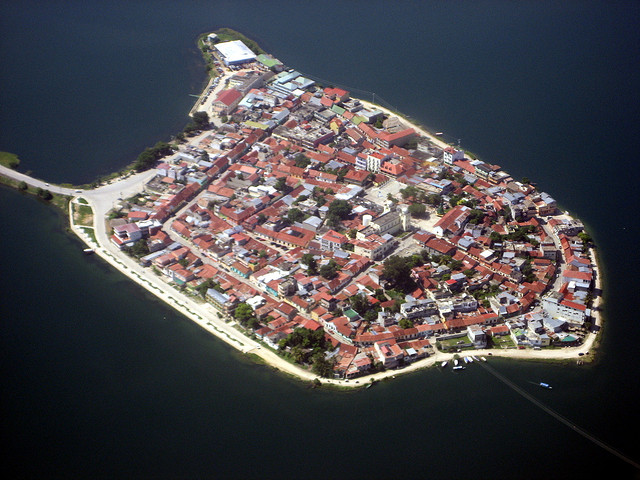
Flores